# Untrasried
Untrasried är en kommun och ort i Landkreis Ostallgäu i Regierungsbezirk Schwaben i förbundslandet Bayern i Tyskland.
Kommunen ingår i kommunalförbundet Obergünzburg tillsammans med köpingen Obergünzburg och kommunen Günzach.